# 일본의 우정민영화
일본의 우정민영화(일본어: 郵政民営化 유세이민에이카[*])는 일본의 우편 사업, 간이 생명 보험 사업, 우편 저금 사업의 3대 우정 사업을 민영화하는 것을 목적으로 일본 정부가 1990년대 말부터 2000년대에 걸쳐 시행한 정책이다.

## 개요

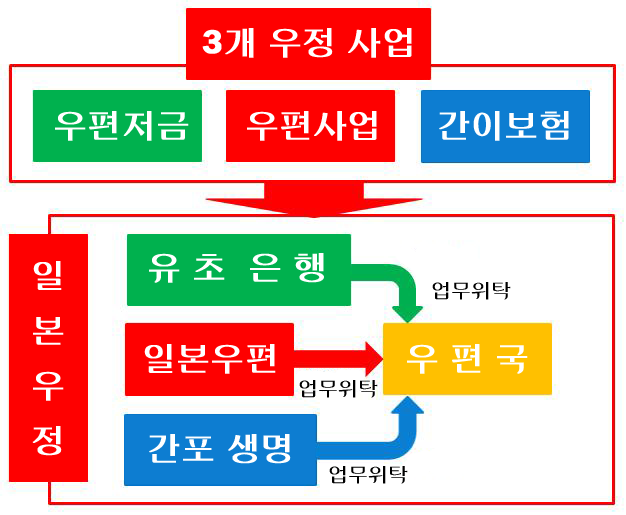
우정민영화 개념도

민영화 이전 일본의 우체국에서는 우편 업무 외에도 "우편 저금"이라 불린 예금(은행) 업무와 "간이 보험"이라 불린 보험 업무가 이루어졌으며, 1990년대 후반 홋카이도 척식은행과 일본장기신용은행이 파산한 이후에는 이들 은행에 있던 자금 350조 엔이 일제히 전국의 우체국(우편 저금)으로 이동하면서 우체국의 예금 사업 부문 규모가 비대해지는 결과를 낳았다. 따라서 일본 정부는 이 자금을 정부가 대출한 뒤, 정부는 대출한 자금을 민영화 이전의 옛 일본도로공단이나 주택금융공고 등의 특수 법인에 다시 대출해 주어 수익을 내는 방식으로 자금을 운용했다.
그러나 이는 자금을 대출받은 특수 법인들이 다른 금융 기관에 비해 높았던 우편 저금의 신용도만 믿고 손익을 크게 고려하지 않은 채 사업을 진행하는 문제로 이어졌다. 그 예로 일본도로공단은 수익성이 저조한 고속도로를 마구잡이로 건설하여 심각한 재정 적자를 떠안게 되었다. 상황이 심각해지자 일본 정부는 다음과 같은 개선 대책을 발표하였다.
- 우체국이 취급하는 자금을 일본 정부가 이용하는 구조를 없애고, 특수 법인은 가능한 한 민간 기업으로서 스스로 시장에서 자금을 조달해 수익을 올리도록 한다.
- 우체국의 업무 자체도 민간의 일로 하여, 우체국이 예금 업무나 보험 업무를 통해 취급하는 자금은 우체국 스스로가 이를 활용하여 수익을 올리도록 한다.

우정민영화가 이루어진 뒤 정부로부터 우정 사업을 이관 받은 일본우정은 이전까지 내지 않았던 법인세 등의 조세 대상에 포함되면서 일반 기업으로서 시장에서 경쟁하게 되었다.
민영화 이후 오랜 기간 동안 일본우정의 주식은 100% 정부 소유(재무대신 소유)였으나, 2015년 11월 일본우정이 도쿄 증권거래소 제1부에 상장되면서부터 보유 주식의 민간 매각을 진행하고 있다.

## 민영화 과정
우정민영화는 고이즈미 내각이 목표로 삼은 주요 공약의 하나로, 고이즈미 준이치로 당시 총리도 ‘행정개혁의 중심(本丸)’이라고 이야기 할 정도였다. 고이즈미 전 총리는 1979년에 대장성 정무차관 취임 당시부터 우정 사업의 민영화를 주장했으며, 미야자와 기이치 총리 재임시에 우정대신으로 있으면서나 제2차 하시모토 내각의 후생대신으로 있을 때에도 줄곧 우정민영화를 주창했다.
민영화의 추진 배경에는 미국의 정·재계가 강한 요구를 해 왔다는 점도 작용했다. 1990년대 초부터는 일본의 우정민영화에 관심을 보여 온 미국의 애플랙 생명보험 등의 보험 업계 및 경제 단체를 비롯해 미국 정부가 일본 내 우편 저금과 간이 보험의 폐지 및 민영화를 일본 정부에 요구하기 시작했다. 2004년 9월 22일에 열린 미일 정상회담에서도 조지 W. 부시 대통령이 직접 고이즈미 총리에게 우정민영화의 진행 상태를 확인할 만큼 미국 측이 적극적인 태도를 보였다. 2004년 10월 14일에 공포된 ‘일미규제개혁및경쟁정책이니셔티브에근거한일본국정부에의요망서’(日米規制改革および競争政策イニシアティブに基づく要望書), 이른바 연차개혁 요망서에서도 일본 우정 공사의 민영화가 명기되어 있다. 이후에도 일본과 미국 정부 사이에 여러차례 협의가 이루어졌고, 미국의 보험 업계 관계자와도 여러차례 협의가 이루어졌다. 2005년 3월에 발표된 미국 통상 대표부의 ‘통상교섭·정책 연차보고서’에서는 고이즈미 내각이 2004년 9월에 각의(국무회의)에서 결정한 ‘내각의 설계도’(고이즈미 내각의 기본 방침)에 ‘미국이 권고하고 있었던 수정 사항이 포함되어 있다’고 밝혀 우정 민영화 법안의 골격에 미국이 어느 정도 관여한 사실이 드러나 있다.

### 우정성의 공사화
1996년 제1차 하시모토 내각 때 "행정개혁회의"가 출범하면서 중앙 성청(정부 부처) 개편 논의가 시작되었다. 이듬해인 1997년 8월에 나온 중간 보고서에는 우정민영화가 정부 공식 보고 내용으로는 처음 포함됐는데, 여기서는 3대 우정 사업 중 우편 사업만 국영으로 남기고 나머지 우편 저금 및 간이 보험 사업은 민영화하는 방안이 제시됐다. 그러나 최종 보고서에는 3대 우정 사업 모두 국영을 유지하는 대신 우정성을 공사화하여 정부에서 독립시키는 방안으로 결론이 내려졌다. 그러나 여기서 특이한 점은 우정공사의 직원을 모두 국가공무원이 맡도록 규정했다는 것이다. 이렇게 우정공사는 정부로부터 독립된 기업체이지만 정부에 소속된 국가공무원이 직원이 되는 기형적인 형태가 되었다. 이 같은 기형적인 구조가 만들어진 배경에는 여당인 자민당의 지지 기반인 "전국특정우편국장회", 은퇴한 우편국장(우체국장)으로 구성된 "다이키노카이"를 비롯해 야당인 민주당의 지지 기반인 우정노동조합, 옛 우정성 관료들의 압력이 존재했다.
이후 2001년 1월 6일에 이루어진 중앙 성청 개편으로 우정성의 소관 사무 중 우정 행정 부문은 총무성 우정기획관리국에, 우정 사업 부문은 총무성의 외청인 우정사업청에 이관되었다. 이후 2003년 4월 1일 우정사업청이 특수 법인인 일본우정공사로 개편되면서 공사화가 이루어졌다.

### 특수 법인에 대한 대출 폐지 및 민영화 필요성 제기
과거 우편 저금의 자금 운용은 대장성 자금운용부에서 전액 위탁하고 있었다. 이 위탁 자금의 금리는 시장 금리보다 0.2% 높게 설정되어 있었고, 그 차익은 특수 법인에게 자금을 비싼 금리로 대출해 줌으로써 조달하였다. 이는 결과적으로 "특수 법인에 대한 국민 세금 투입"이라는 비판을 초래하였다.
그러나 1997년 제2차 하시모토 내각에 의해 대장성의 자금 위탁 의무가 폐지되면서 우정공사는 자금을 자주적으로 운용해야 하는 상황이 되었다. 하지만 우정공사의 자금 운용은 원칙적으로 국채 발행을 통해서만 가능했고, 이 국채는 일반 금융 상품과 비교하여 이율이 턱없이 낮았기 때문에 이 상태로는 우정공사의 경영이 이루어질 수 없는 상황이었다. 따라서 대장성 위탁에 의한 비교적 높은 금리로의 대출이 불가능해진 이상, 국채 이외의 금융 상품으로 자금을 운용하기 위해서는 결국 우정공사를 민영화를 해야 한다는 주장이 제기되기 시작했다.

### 고이즈미 내각의 우정민영화
2001년 고이즈미 준이치로가 총리에 취임한 뒤 고이즈미 내각은 우정민영화를 주요 정책으로 내걸고 본격적인 시행을 준비했다. 그러나 민영화는 행정 서비스의 저하로 연결된다는 주장이 강해지면서, 야당은 물론 여당인 자민당 내에서도 특정 우편국을 지지 기반으로 하는 ‘우정사업간담회’를 중심으로 강한 반발이 있었다. 결국 우정민영화 관련 법안이 중의원에서 부결되는 상황으로 이어졌다.
우정민영화 관련 법안은 제162회 통상국회(2005년 정기국회)에서 일부 수정을 거친 뒤 2005년 7월 5일 중의원 본회의에서 불과 5표 차로 가결 처리되었지만, 8월 8일에 열린 참의원 본회의에서는 부결되었다. 고이즈미 총리를 비롯한 자민당 지도부의 압박에도 불구하고 중참 양원 표결 모두 자민당 의원들 중에서 반란 투표가 속출했다.
그러자 고이즈미 총리가 이러한 결과에 대해 우정민영화의 찬반 여부를 국민에게 묻겠다고 주장하며, 중의원을 해산하는 사태에 이르게 되었다(우정 해산). 자민당 내 우정민영화 반대파 중 일부는 탈당한 뒤 신당을 창당했고, 탈당하지 않고 당내에서 우정민영화 법안 철회를 요구하던 의원들은 당 지도부의 공천을 받지 못해 대부분 무소속으로 총선거에 출마했다. 그러자 자민당은 우정민영화에 반대한 의원들의 지역구에 자객 후보를 공천하는 등 강경 기조를 이어갔다.
그리고 9월 11일에 치러진 총선거에서는 연립 여당인 자민당과 공명당이 전체 480석의 중의원 의석 중 3분의 2가 넘는 327석을 획득하는 압승을 거두었다. 자민당은 선거 이후 우정민영화에 반대한 의원들에 대해 당기위원회에서 제명 및 탈당 권고 처분을 내리는 중징계를 부과했다. 이후 소집된 특별 국회에서는 10월 14일에 같은 내용의 법안이 중참 양원 모두에서 가결되었다.
그 후 민주당이나 국민신당 등 야권이 우정민영화를 재검토하는 법안을 제출했지만, 여당인 자민당이 "현재의 법률이나 제도로도 주식을 민간에 매각하기 전에 일본우정그룹의 완전 민영화에 관한 재검토를 실시할 수 있다"라고 주장하면서 결국 폐안되었다.

### 민영화의 실현

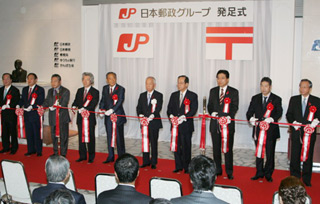
일본우정그룹 출범식 (2007년 10월 1일)

2007년 10월 1일 도쿄도 가스미가세키에 자리 잡은 일본우정 본사에서 "일본우정그룹 출범식"이 열렸다. 일본우정그룹의 지주회사가 되는 일본우정의 니시카와 요시후미 사장과 후쿠다 야스오 총리, 마스다 히로야 총무대신을 비롯해 우정민영화를 주도한 고이즈미 준이치로 전 총리도 참석했다. 이 자리에서 고이즈미는 연설을 통해 "종전에 모든 정당이 반대했던 우정민영화를 이룰 수 있었던 것은 국민의 지지가 있었기 때문이다"라고 말했다.

### 민주당 정권의 민영화 재검토
민주당, 사회민주당, 국민신당 등 3당은 2009년 8월 14일, 같은 달 8월 30일에 실시되는 총선거를 앞두고 공동 정책으로 "우정민영화의 근본적인 재검토"를 내세웠다.
총선거를 통해 자민당으로부터 정권교체를 이룬 하토야마 유키오 내각은 연립 여당인 국민신당 소속의 가메이 시즈카 우정 개혁·금융 담당 대신이 적극적으로 우정민영화 재검토를 주창하였고, 이에 니시카와 요시후미 일본우정 사장이 "정부와 의견 차가 있다"며 2009년 10월 20일 사의를 표명했다. 일본우정은 다음 날인 10월 21일, 차기 사장으로 전직 대장성 사무차관인 사이토 지로를 내정했다.
2010년 5월 8일, 일본우정그룹은 약 20만 명에 달하는 비정규직 중 3년 이상 근속자인 6만 5000명을 정규직으로 채용한다고 발표했다. 같은 달에는 "총무성의 우정민영화를 검증하는 일본우정 경영 문제 조사 전문 위원회"(위원장: 고하라 노부오 총무성 고문)가 작성한 보고서가 발표되었다. 해당 보고서는 일본우정의 전직 사장인 니시카와 요시후미의 경영 수법과 객관적 공평성이 부족한 거래나 자산의 처분 문제를 지적했다.
2012년 4월 27일, 제180회 통상국회(2012년 정기국회)에서는 우정민영화법 개정안이 가결·성립되었다. 개정 법률에 따라 2012년 10월 1일자로 일본우정그룹의 자회사인 우편사업 주식회사와 우편국 주식회사가 합병하여 "일본우편 주식회사"로 출범하였다. 따라서 일본우정그룹은 기존의 5개 사 체제에서 일본우정 주식회사, 일본우편 주식회사, 주식회사 유초 은행, 주식회사 간포 생명보험의 4개 사 체제로 개편되었다.

## 조직 변동

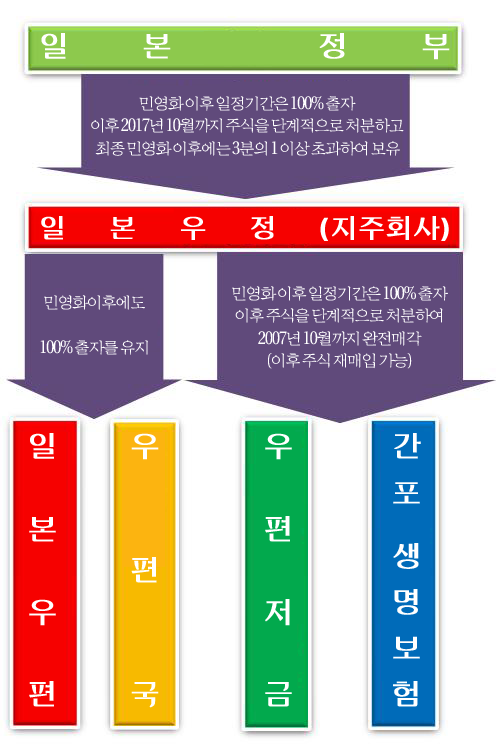
일본우정그룹 조직 분할도 (2007년 일본우정그룹 출범 당시 기준)

현행 우정민영화 관련 법률에서는 일본우정그룹을 이하의 5개 조직으로 분할하고 있다.
- 일본우정 주식회사
- 일본우편 주식회사
- 주식회사 유초 은행(우편저금은행)
- 주식회사 간포 생명보험
- 독립행정법인 우편저금·간이생명보험 관리기구

일본 정부 내의 우정민영화 담당 기관으로는 2004년 5월 1일에 내각관방 우정민영화 준비실(2005년 11월 10일 이후 내각관방 우정민영화 추진실로 개칭)이 설치되어 와타나베 요시아키 내각총리대신 보좌관이 실장을 겸임하게 되었고, 2004년 9월 27일에는 다케나카 헤이조 국무대신이 우정민영화 조정 담당 대신에 임명되었으며, 이 두 사람은 2006년 9월 26일까지 직무를 수행하였다.